# Fraudella carassiops
Fraudella carassiops är en fiskart som beskrevs av Whitley, 1935. Fraudella carassiops ingår i släktet Fraudella och familjen Plesiopidae. Inga underarter finns listade i Catalogue of Life.